# 尼氏海豬魚
尼氏海豬魚，為輻鰭魚綱鱸形目隆頭魚亞目隆頭魚科的其中一種，分布於東太平洋區，從加利福尼亞灣至巴拿馬海域，棲息深度3-53公尺，體長可達38公分，棲息在珊瑚礁附近的沙石底質海域，成魚獨居性，稚魚成群活動，屬肉食性，以棘皮動物、甲殼類等為食，生活習性不明。